# Philipp I. Philadelphos
Philipp I. Philadelphos (altgriechisch Φίλιππος Φιλάδελφος Phílippos Philádelphos; * ca. 115 v. Chr. oder 113 v. Chr.; † 83 v. Chr.) war König des Seleukidenreiches. Er war ein Sohn von Antiochos VIII. Grypos aus dessen erster Ehe mit Tryphaina und bestieg den Thron im Jahr 95 v. Chr. zusammen mit seinem Zwillingsbruder Antiochos XI. Epiphanes, nachdem der älteste Bruder Seleukos VI. Epiphanes durch ihren Vetter Antiochos X. Eusebes getötet worden war.

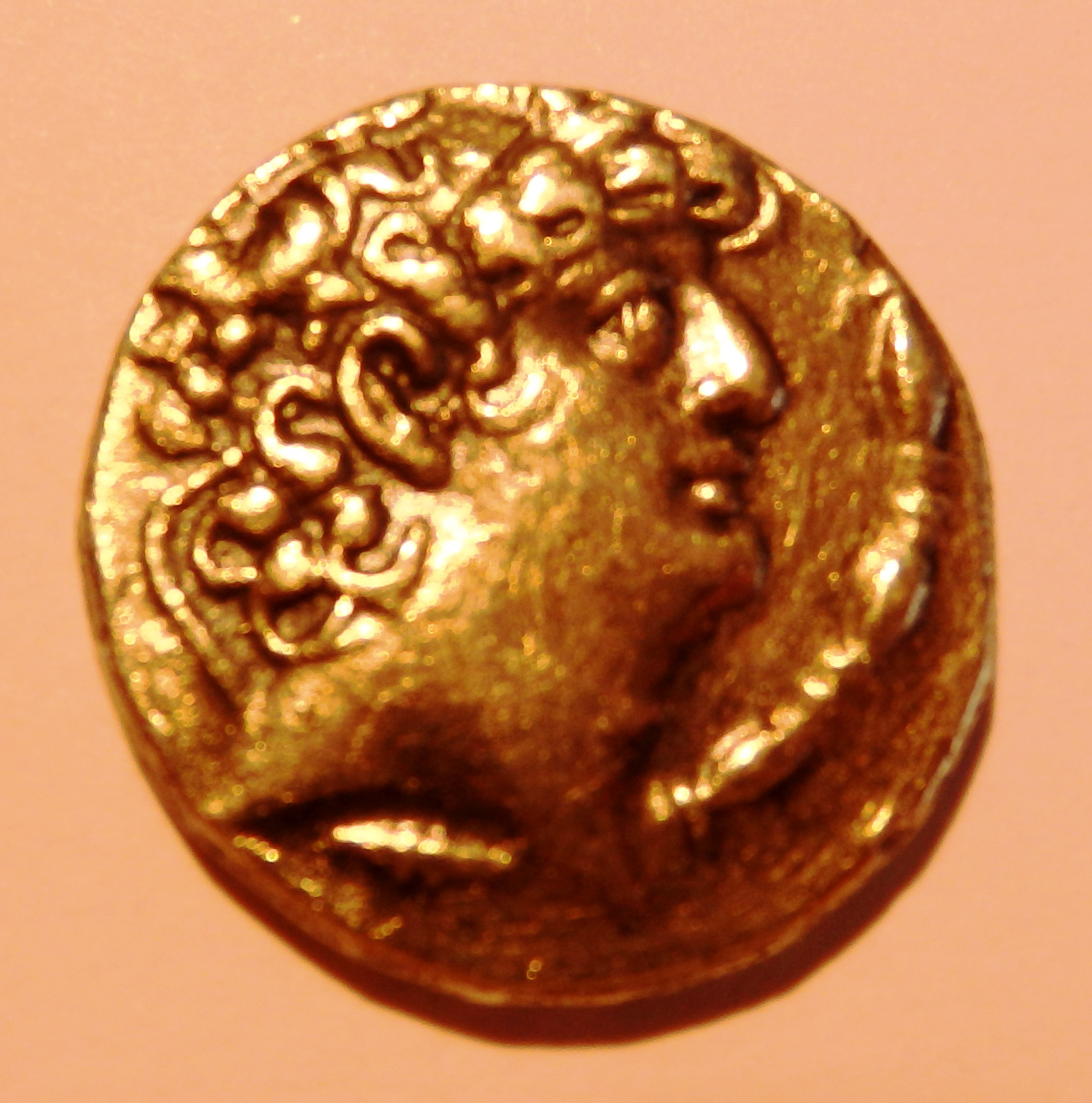
Philipp I. Philadelphos auf Tetradrachme, Kopf nach rechts

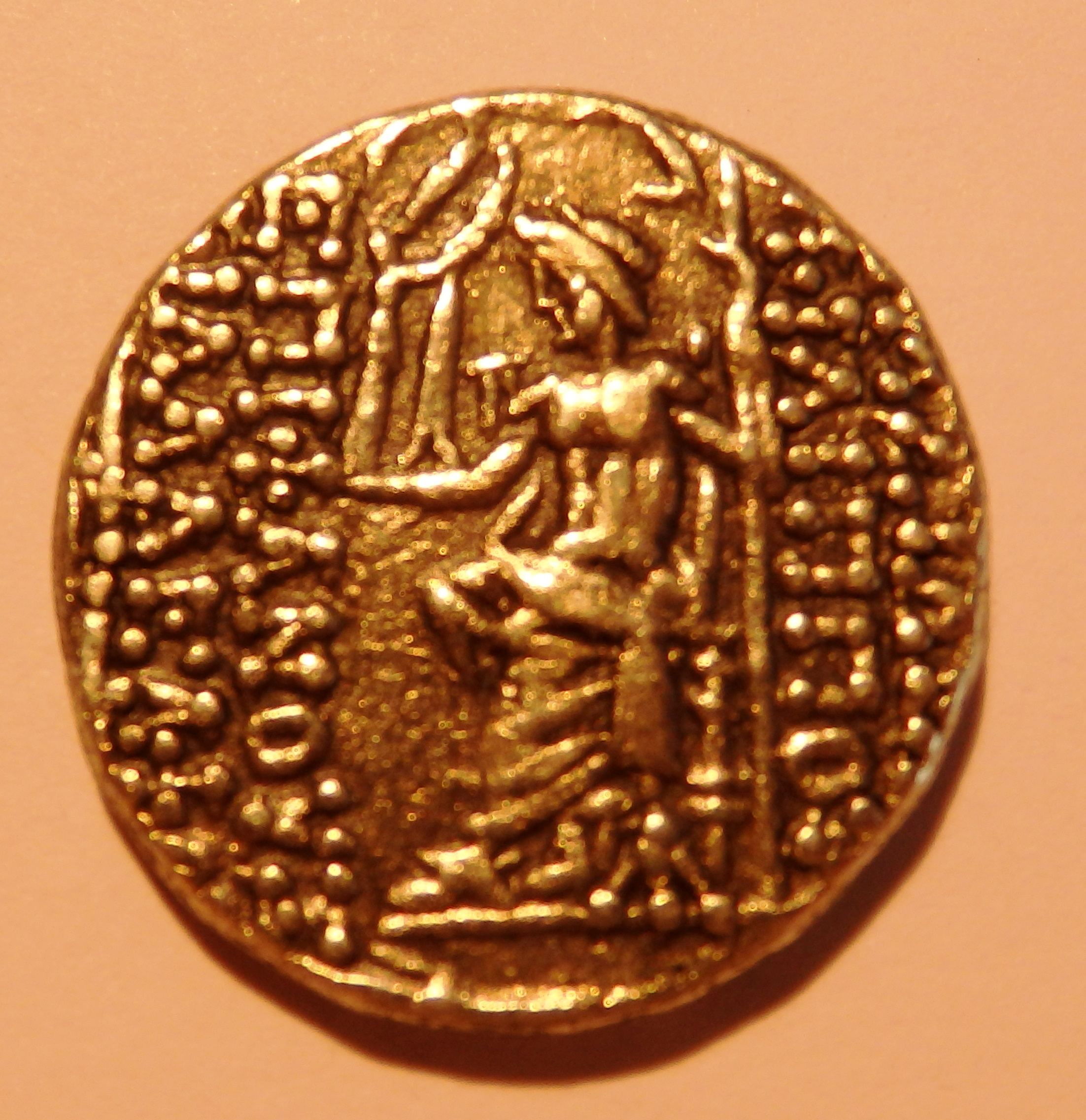
Rückseite Tetradrachme des Philipp I. Philadelphos

Er herrschte zunächst gemeinsam mit Antiochos XI. in Nordsyrien und kämpfte mit ihm gegen Antiochos X., wobei Antiochos XI. 92 v. Chr. umkam. Philipp I. regierte in seinen Gebieten um Antiochia und Aleppo nun allein, hatte aber die Angriffe seines jüngeren Bruders Demetrios III. Euergetes abzuwehren. 87 v. Chr. erhob sich in Damaskus sein jüngster Bruder Antiochos XII. gegen ihn. Es kam bei Antiochia zu einer Schlacht, bei der Antiochos XI. ums Leben kam. Philipp I. Philadelphos regierte nun in Aleppo und wurde dort im Jahr 88/87 v. Chr. von Demetrios III. belagert. Durch die Hilfe arabischer und parthischer Truppen konnte Demetrios III. jedoch geschlagen werden. Philipp I. nahm darauf Antiochia ein, wo ihn Tigranes II. von Armenien 83 v. Chr. vertrieb. Philipp konnte sich darauf nur noch in Teilen Kilikiens halten, wo er bald darauf starb.
Er hinterließ einen Sohn, Philipp II. Philorhomaios (* ca. 95 v. Chr.; † ca. 57 v. Chr.).